# アルトエッティング
アルトエッティング（Altötting）は、ドイツ連邦共和国バイエルン州オーバーバイエルン行政管区のアルトエッティング郡の郡庁所在地。
2度、聖母が出現して奇跡を起こしたことから有名になり、恵みの礼拝堂グナーデンカペレの黒い聖母に参拝する人々が集まり、聖母マリアの慈悲への感謝から贈られた約2000枚の奉納額が飾られ、歴代のバイエルン国王らの心臓もモス・テウトニクス(心臓埋葬)の慣習で埋葬されたことから、巡礼地として発展した。
8世紀後半には、カロリング朝の王宮が置かれた。

## 地理
都市はイン川が数千年かけて形成した広大な沖積平野の上に築かれているため、放牧・農業に適する。
同市の北、ヴィンへーリングとの市境約3キロはイン川によって隔てられ、市の中心部をイン川支流のメルン川が貫く。この水域は漁業に適する。

## 歴史
市内からは骨壺墓地文化時代（紀元前1250から前750年ごろ）の遺跡が発掘されている。ローマ時代になると道路が整備され、ハラインやバート・ライヘンハルから岩塩を輸送する中継地として発展した。またザルツブルク、レーゲンスブルク、アウクスブルク、パッサウなど重要な都市の中間点に位置し、ローマ帝国のキリスト教受容後は巡礼地や軍事拠点としても重要視されるようになった。中世になるとアギロルフィング家の支配下に置かれ、748年に書かれた文献において初めて「Autingas」の名でアルトエッティングについて言及されている。

## 姉妹都市
- チェンストホヴァ, ポーランド
- ファティマ, ポルトガル
- ロレート, イタリア
- ルルド, フランス
- マリアツェル, オーストリア

## 出身者
- ユリアン・ポラースベック - サッカー選手